# High Maintenance
High Maintenance —en español Alto Mantenimiento— es el segundo EP de la cantante y actriz Miranda Cosgrove; fue lanzado el 15 de marzo de 2011 por Columbia Records. El primer sencillo del EP fue "Dancing Crazy", la que fue coescrita por la cantante canadiense Avril Lavigne con Max Martin y Shellback, quien la produjo. "High Maintenance" se hizo disponible para pre-ordenar en Itunes el 2 de marzo de 2011, el mismo día que "Dancing Crazy " se hizo disponible para su descarga gratuita en iTunes.
El EP fue promovido por la gira que Cosgrove hizo (Dancing Crazy Tour), además, otras técnicas de promoción incluyó una presentación en el Hard Rock Cafe, así como en shows de entrevistas como "The Today Show" y "The Ellen DeGeneres Show".

## Composición y producción
En octubre de 2010, Cosgrove anunció un par de conciertos para ella anteriormente conocido como su  Sparks Fly Tour en apoyo de su Álbum Debut Sparks Fly  . Poco después renombrado como el Dancing Crazy Tour. los rumores de un álbum titulado High Maintenance comenzaban a causar Especulaciones entre los fanes de Miranda, más tarde Una pista de este nombre fue lanzada por la discográfica de Columbia Records Como un sencillo promocional para el siguiente Disco de Miranda Cosgrove. En una entrevista con Billboard, Cosgrove reveló el título del EP como High Maintenance, llamado así por la pista del mismo nombre, que es un dúo con Rivers Cuomo que fue coescrito por Cuomo, junto con Josh Alexander y Stein Steinberg y producido por Cuomo y Dr. Luke.

## Recepción

### Comentarios de la crítica
La composición del EP consiste en dance-pop, electropop y música pop. El tema principal del EP, "Dancing Crazy", fue descrito por el portal Allmusic, Dancing Crazy, tiene una cosa en mente: cortar en la pista de baile hasta altas horas de la madrugada Escrito por Avril Lavigne, la canción describe permanecer fuera toda la noche, pasando la mayor parte del tiempo bailando (con un poco de besos arrojados), "Aunque las acciones en esta melodía no son necesariamente irresponsables, pueden ser un poco dudosas para los tweenes más jóvenes".

Es el primer dúo que he hecho, y fue muy divertido. Mi parte de la canción es esta chica que es de alto mantenimiento, y Rivers es este tipo que tiene que soportarlo. Realmente disfruté trabajando con (Cuomo). Él es realmente genial. He trabajado con el Dr. Luke por un tiempo  ... y terminó presentándome a Rivers.

—Cosgrove acerca del nuevo EP y colaboración con Rivers Cuomo

Hiponline dijo del álbum,"El High Maintenance es un disco completo, con el que puedes cantar a todo pulmón 
"Más tarde continuó diciendo" Title track "High Maintenance" ve a Miranda intercambiar voces sobre su manera despreocupada y divertida con Rivers Cuomo, Que contribuyó como compositor y productor a la pista De la balada sentimental "Kiss You Up" al "Sayonara", este álbum muestra la verdadera versatilidad de Miranda Cosgrove como artista Musical que abarca múltiples estilos e influencias.

### Rendimiento Comercial
El disco obtuvo un bajo rendimiento Comercial en comparación con su Álbum Debut Sparks Fly de 2010. El Disco debutó en la posición n.º 34 del Billboard 200 con 18 300 copias vendidas en su Semana de Lanzamiento, también debutó en el n.º 28 del Digital Albums y Entró en el Top 10 de iTunes Music en marzo de 2011. Para 2015 Se estimada que el EP ya había vendido más de 150 000 copias a nivel mundial.

## Sencillos
Dancing Crazy fue lanzado el 12 de marzo de 2011 por Columbia Records como el primer sencillo del disco fue escrito por Miranda Cosgrove, Shelback y Avril Lavigne. La canción contiene sonidos pop, dance y electropop, comercialmente debutó en la última posición del Billboard Hot 100 además de alcanzar la posición Número 36 del Pop Songs y Número 6 del Heatseekers Songs en Estados Unidos. La Canción también debutó en las listas de Japón y Alemania en las posiciones 14 y 82 respectivamente.
High Maintenance fue el Primer sencillo promocional del disco escrito por Rivers Cuomo y Dr.Luke fue lanzado como la primera canción del Track List del EP. Comercialmente no entró en listas Musicales en Estados Unidos debido a que este No fue un sencillo oficial Pero alcanzó la posición Número 28 en German Singles Chart de Alemania.

## Lista de canciones
- Edición estándar

| Disco compacto |                                       |                                                            |          |  |
| N.º            | Título                                | Escritor(es)                                               | Duración |  |
| 1.             | «Dancing Crazy»                       | Max Martin, Shellback y Avril Lavigne                      | 3:40     |  |
| 2.             | «High Maintenance» (con Rivers Cuomo) | Josh Alexander, Rivers Cuomo y Billy Steinberg             | 3:09     |  |
| 3.             | «Face of Love»                        | Scott Cutler, Carsten Mortensen, Anne Preven y Lucas Secon | 3:32     |  |
| 4.             | «Kiss You Up» (versión de Shontelle)  | Jimmy Harry, Tony Kanal y Mozella McDonald                 | 3:06     |  |
| 5.             | «Sayonara»                            | Greg Kurstin, Bonnie McKee y Nicole Morier                 | 2:41     |  |
| 15:28          |                                       |                                                            |          |  |

- Bonus Track iTunes

| iTunes - Vídeo adicional |                                             |          |  |
| N.º                      | Título                                      | Duración |  |
| 6.                       | «High Maintenance» (vídeo con Rivers Cuomo) | 8:31     |  |
| 23:59                    |                                             |          |  |

- Japan Edition Sparks Fly Version

| Edición Japonesa Sparks Fly Edition |                                       |                                                               |          |  |
| N.º                                 | Título                                | Escritor(es)                                                  | Duración |  |
| 1.                                  | «Kissin' U»                           | Miranda Cosgrove, Dr. Luke y Claude Kelly                     | 3:18     |  |
| 2.                                  | «BAM»                                 | Rock Mafia y Darkchild                                        | 2:52     |  |
| 3.                                  | «Disgusting»                          | Kesha, Sheppard Solomon, Tom Meredith y Pebe Sebert           | 3:39     |  |
| 4.                                  | «Shakespeare»                         | Susan Cagle y Jason Levine                                    | 3:43     |  |
| 5.                                  | «Hey You»                             | Paula Winger y Kip Winger                                     | 3:58     |  |
| 6.                                  | «There Will Be Tears»                 | Ammo, Kool Kojak y Bonnie McKee                               | 3:14     |  |
| 7.                                  | «Oh Oh»                               | Peter Astrom, Savan Kotecha y Max Martin                      | 2:55     |  |
| 8.                                  | «Daydream»                            | Avril Lavigne y Chantal Kreviazuk                             | 3:12     |  |
| 9.                                  | «Brand New You»                       | Espionage                                                     | 3:33     |  |
| 10.                                 | «What Are You Waiting For»            | Espionage                                                     | 3:35     |  |
| 11.                                 | «Adored»                              | Miranda Cosgrove, Lauren Cristy, Graham Edwards y Scoot Spock | 3:35     |  |
| 12.                                 | «Beautiful Mess»                      | Desmond Child, Cristy y Jon Vella                             | 3:04     |  |
| 13.                                 | «Dancing Crazy»                       | Max Martin, Shellback y Avril Lavigne                         | 3:40     |  |
| 14.                                 | «High Maintenance» (con Rivers Cuomo) | Josh Alexander, Rivers Cuomo y Billy Steinberg                | 3:09     |  |
| 15.                                 | «Face of Love»                        | Scott Cutler, Carsten Mortensen, Anne Preven y Lucas Secon    | 3:32     |  |
| 16.                                 | «Kiss You Up» (versión de Shontelle)  | Jimmy Harry, Tony Kanal y Mozella McDonald                    | 3:06     |  |
| 17.                                 | «Sayonara»                            | Greg Kurstin, Bonnie McKee y Nicole Morier                    | 2:41     |  |
| 18.                                 | «About You Now»                       | Greg Kurstin, Drake Bell, Miranda Cosgrove                    | 3:42     |  |

## Posicionamiento
| Estados Unidos | Billboard 200  | 34 |
| Estados Unidos | Digital Albums | 28 |